# Domenico Carutti di Cantogno
Domenico Carutti di Cantogno, född 26 november 1821 i Cumiana, död där 4 september 1909, var en italiensk baron, historiker och politiker. 
Carutti, som tillhörde en mycket gammal ätt i Piemonte, studerade i sin ungdom juridik, historia och litteratur samt uppträdde även som skald (bland annat med diktsamlingen Addio, 1849). Han väckte sedan uppseende genom några politiska och historiska skrifter, såsom Dei principii del governo libero (1852), Storia del regno di Vittorio Amedeo II (1856, tredje upplagan 1897) och Storia del regno di Carlo Emanuele III (1859). 
År 1859 kallades Carutti av Camillo di Cavour till generalsekreterare i utrikesministeriet, 1860 invaldes han i italienska parlamentet, och 1862–69 var han italienskt sändebud i Haag. Han blev 1869 medlem av statsrådet, var längre tider deputerad och utnämndes 1889 till senator. 
Bland Caruttis lärda, med klassisk bredd och värdighet skrivna arbeten över Savojens och kungariket Sardiniens historia märks, förutom ovannämnda skrifter, även Storia della diplomazia della casa di Savoia (fyra band, 1875–80), Storia della corte di Savoia durante la rivoluzione e l'impero francese (två band, 1892) och Storia di Pinerolo (1893).